# Кёстер, Ганс
Ганс Кёстер (нем. Hans Köster; 1818—1900?) — немецкий драматург.
В 1842 появились его «Schauspiele» («Maria Stuart», «Konradin», «Luisa Amidei», «Paolo und Franceska»), заслуживающие скорее название «книжных драм». Но его трагедии «Heinrich der Vierte von Deutschland» (трилогия), «Ulrich von Hutten», «Luther» и комедия «Liebe im Mai» вполне сценичны. Кроме того, ему принадлежит поэтический дневник «Kaiser und Reich» (1872) и поэма «Hiob» (1885).